# Votan
Votan – w mitologii Majów dobroczynny bóg-wąż, małżonek bogini brzemienności Ixchel, utożsamiany z Quetzalcoatlem.
Jako dobroczynny bóg, dawca języka, pisma, prawa i kalendarza czczony był w meksykańskich stanach Chiapas, Tabasco, Cholula i Oaxaca.